# Isländischer Fußballpokal der Männer 2010
Der isländische Fußballpokal 2010 war die 51. Austragung des isländischen Pokalwettbewerbs der Männer. Pokalsieger wurde FH Hafnarfjörður. Das Team setzte sich am 14. August 2010 im Laugardalsvöllur von Reykjavík gegen KR Reykjavík durch und qualifizierte sich damit für die Europa League.
Titelverteidiger Breiðablik Kópavogur schied in der 3. Runde gegen den späteren Sieger FH Hafnarfjörður aus.

## Modus
Die Begegnungen wurden in einem Spiel ausgetragen. In den ersten zwei Runden nahmen Vereine ab der zweiten Liga abwärts teil. Die Vereine der ersten Liga stiegen erst in der 3. Runde ein. Bei unentschiedenem Ausgang wurde das Spiel zunächst verlängert und gegebenenfalls durch Elfmeterschießen entschieden.

## 1. Runde
| Datum      |                         | Ergebnis              |                             |
| ---------- | ----------------------- | --------------------- | --------------------------- |
| 06.05.2010 | Léttir Reykjavík        | 2:4                   | UMF Víkingur                |
| 07.05.2010 | Gnúpverjar Reykjavík    | 1:1 n. V. (0:3 i. E.) | UMF Kjalnesingar            |
| 08.05.2010 | Víðir Garði             | 4:2                   | Vængir Júpiters             |
| 08.05.2010 | Reynir Sandgerði        | 2:3                   | ÍH Hafnarfjörður            |
| 08.05.2010 | UMF Afturelding         | 3:0                   | UMF Grundarfjörður          |
| 08.05.2010 | Berserkir Reykjavík     | 1:4                   | KB Breiðholts               |
| 08.05.2010 | KF Vesturbæjar          | 3:1                   | Elliði Reykjavík            |
| 08.05.2010 | UMF Skallagrímur        | 9:0                   | Afríka Reykjavík            |
| 08.05.2010 | Höttur Egilsstaðir      | 1:1 n. V. (3:5 i. E.) | Leiknir Fáskrúðsfjörður     |
| 08.05.2010 | Ýmir Kópavogur          | 0:3                   | Hamar Hveragerði            |
| 08.05.2010 | KFR Hella/Hvolsvöllur   | 5:3                   | Árborg Selfoss              |
| 08.05.2010 | KS Dalvík/Reynir        | 7:2                   | UMF Samherjar               |
| 08.05.2010 | Magni Grenivík          | 1:4                   | UMF Tindastóll              |
| 08.05.2010 | Augnablik Kópavogur     | 2:2 n. V. (4:2 i. E.) | Ægir þorlákshöfn            |
| 08.05.2010 | Spyrnir Egilsstaðir     | 2:0                   | UMF Einherji                |
| 09.05.2010 | UMF Þróttur Vogar       | 3:1                   | Ármann Reykjavík            |
| 09.05.2010 | Huginn Seyðisfjörður    | 2:5                   | UMF Sindri Höfn             |
| 09.05.2010 | Markaregn Hafnarfjörður | 0:4                   | KF Kópavogur                |
| 09.05.2010 | KFG Garðabær            | 4:0                   | Ísbjörninn Kópavogur        |
| 09.05.2010 | Draupnir Akureyri       | 8:0                   | UMF Kormákur                |
| 09.05.2010 | UMFL Þórshöfn           | 1:9                   | UMF Álftanes                |
| 10.05.2010 | Carl Reykjavík          | 2:0                   | Hvíti riddarinn Mosfellsbær |
| 13.05.2010 | KFS Vestmannaeyja       | 2:1                   | Skautafélagið Björninn      |

## 2. Runde
| Datum      |                   | Ergebnis              |                         |
| ---------- | ----------------- | --------------------- | ----------------------- |
| 17.05.2010 | KA Akureyri       | 2:0                   | Draupnir Akureyri       |
| 18.05.2010 | KS Dalvík/Reynir  | 1:2                   | Völsungur Húsavík       |
| 18.05.2010 | Hvöt Blönduós     | 0:3                   | þór Akureyri            |
| 18.05.2010 | KFS Vestmannaeyja | 2:5                   | UMF Víkingur            |
| 18.05.2010 | UMF Sindri Höfn   | 5:2                   | Leiknir Fáskrúðsfjörður |
| 18.05.2010 | BÍ/Bolungarvík    | 12:00                 | Höfrungur Þingeyri      |
| 18.05.2010 | Víðir Garði       | 2:0                   | ÍH Hafnarfjörður        |
| 18.05.2010 | Hamar Hveragerði  | 1:1 n. V. (4:5 i. E.) | ÍF Grótta               |
| 18.05.2010 | UMF Afturelding   | 4:0                   | Augnablik Kópavogur     |
| 18.05.2010 | KFF Fjarðabyggðar | 10:00                 | Spyrnir Egilsstaðir     |
| 19.05.2010 | HK Kópavogur      | 9:0                   | UMF Þróttur Vogar       |
| 19.05.2010 | KF Vesturbæjar    | 0:5                   | Fjölnir Reykjavík       |
| 19.05.2010 | UMF Kjalnesingar  | 1:6                   | Leiknir Reykjavík       |
| 19.05.2010 | KF Kópavogur      | 2:7                   | ÍR Reykjavik            |
| 19.05.2010 | UMF Álftanes      | 1:4                   | þróttur Reykjavík       |
| 19.05.2010 | UMF Skallagrímur  | 0:6                   | Víkingur Reykjavík      |
| 19.05.2010 | UMF Njarðvík      | 2:0                   | Carl Reykjavík          |
| 19.05.2010 | KB Breiðholts     | 2:1                   | KFR Hella/Hvolsvöllur   |
| 19.05.2010 | KS/Leiftur        | 2:1                   | UMF Tindastóll          |
| 19.05.2010 | ÍA Akranes        | 5:0                   | KFG Garðabær            |

## 3. Runde
Teilnehmer: Die 20 Sieger der 2. Runde und die 12 Vereine der Pepsideild 2010.
| Datum      |                      | Ergebnis              |                   |
| ---------- | -------------------- | --------------------- | ----------------- |
| 02.06.2010 | KFF Fjarðabyggðar    | 3:2 n. V.             | UMF Njarðvík      |
| 02.06.2010 | BÍ/Bolungarvík       | 2:0                   | Völsungur Húsavík |
| 02.06.2010 | Fram Reykjavík       | 2:1                   | ÍR Reykjavik      |
| 02.06.2010 | KB Breiðholts        | 0:1                   | UMF Víkingur      |
| 02.06.2010 | Víkingur Reykjavík   | 7:0                   | UMF Sindri Höfn   |
| 02.06.2010 | KA Akureyri          | 3:2 n. V.             | HK Kópavogur      |
| 02.06.2010 | ÍBV Vestmannaeyja    | 0:1                   | KR Reykjavík      |
| 03.06.2010 | Valur Reykjavík      | 2:1                   | UMF Afturelding   |
| 03.06.2010 | Víðir Garði          | 0:2                   | Fylkir Reykjavík  |
| 03.06.2010 | Haukar Hafnarfjörður | 0:2                   | Fjölnir Reykjavík |
| 03.06.2010 | Leiknir Reykjavík    | 1:3                   | UMF Stjarnan      |
| 03.06.2010 | þróttur Reykjavík    | 3:1                   | ÍF Grótta         |
| 03.06.2010 | Keflavík ÍF          | 1:0                   | KS/Leiftur        |
| 03.06.2010 | ÍA Akranes           | 2:1                   | UMF Selfoss       |
| 03.06.2010 | þór Akureyri         | 2:1                   | UMF Grindavík     |
| 03.06.2010 | Breiðablik Kópavogur | 1:1 n. V. (1:3 i. E.) | FH Hafnarfjörður  |

## Achtelfinale
| Datum      |                    | Ergebnis              |                   |
| ---------- | ------------------ | --------------------- | ----------------- |
| 23.06.2010 | ÍA Akranes         | 0:1                   | þróttur Reykjavík |
| 23.06.2010 | Fjölnir Reykjavík  | 1:2                   | KR Reykjavík      |
| 23.06.2010 | UMF Víkingur       | 3:2                   | KFF Fjarðabyggðar |
| 23.06.2010 | BÍ/Bolungarvík     | 0:2                   | UMF Stjarnan      |
| 23.06.2010 | Víkingur Reykjavík | 1:3 n. V.             | Valur Reykjavík   |
| 24.06.2010 | UMF Grindavík      | 1:1 n. V. (4:5 i. E.) | KA Akureyri       |
| 24.06.2010 | Fylkir Reykjavík   | 0:2                   | Fram Reykjavík    |
| 24.06.2010 | Keflavík ÍF        | 2:3                   | FH Hafnarfjörður  |

## Viertelfinale
| Datum      |                  | Ergebnis              |                   |
| ---------- | ---------------- | --------------------- | ----------------- |
| 01.07.2010 | FH Hafnarfjörður | 3:0                   | KA Akureyri       |
| 12.07.2010 | Fram Reykjavík   | 3:1                   | Valur Reykjavík   |
| 12.07.2010 | KR Reykjavík     | 3:2                   | þróttur Reykjavík |
| 12.07.2010 | UMF Víkingur     | 3:3 n. V. (5:4 i. E.) | UMF Stjarnan      |

## Halbfinale
| Datum      |                  | Ergebnis |                |
| ---------- | ---------------- | -------- | -------------- |
| 28.07.2010 | FH Hafnarfjörður | 3:1      | UMF Víkingur   |
| 29.07.2010 | KR Reykjavík     | 4:0      | Fram Reykjavík |

## Finale
| Paarung          | FH Hafnarfjörður – KR Reykjavík |
| Ergebnis         | 4:0 (2:0) |
| Datum            | 14. Oktober 2010 |
| Stadion          | Laugardalsvöllur, Reykjavík |
| Zuschauer        | 5.438 |
| Schiedsrichter   | Erlendur Eiríksson |
| Tore             | 1:0 Matthias Vilhjálmsson (35.) 2:0 Matthias Vilhjálmsson (41.) 3:0 Atli Viðar Björnsson (75.) 4:0 Atli Guðnason (86.) |
| FH Hafnarfjörður | Gunnleifur Gunnleifsson – Guðmundur Sævarsson (46. Ásgeir Gunnar Ásgeirsson), Freyr Bjarnason, Tommy Fredsgaard Nielsen, Hjörtur Logi Valgarðsson (90. Helgi Valur Pálsson) – Björn Daniel Sverrisson, Pétur Viðardsson, Matthias Vilhjálmsson, Ólafur Páll Snorrason – Atli Viðar Björnsson, Atli Guðnason (86. Gunnar Már Guðmundsson). Cheftrainer: Heimir Guðjónsson     |
| KR Reykjavík     | Lars Ivar Moldskred – Skúli Jón Friðgeirsson, Mark Richard Rutgers, Grétar Sigfinnur Sigurðarson, Guðmundur Reynir Gunnarsson (68. Jordao Diogo) – Kjartan Henry Finnbogason, Bjarni Guðjónsson, Baldur Sigurðsson, Óskar Örn Hauksson (83. Viktor Bjarki Arnarsson) – Guðjon Baldvinsson (68. Dofri Snorrason), Björgólfur Hideaki Takefusa. Cheftrainer: Rúnar Kristinsson |
| Gelbe Karten     | Ólafur Páll Snorrason, Ásgeir Gunnar Ásgeirsson, Björn Daniel Sverrisson, Atli Guðnason – keine |